# Ngày Tri thức

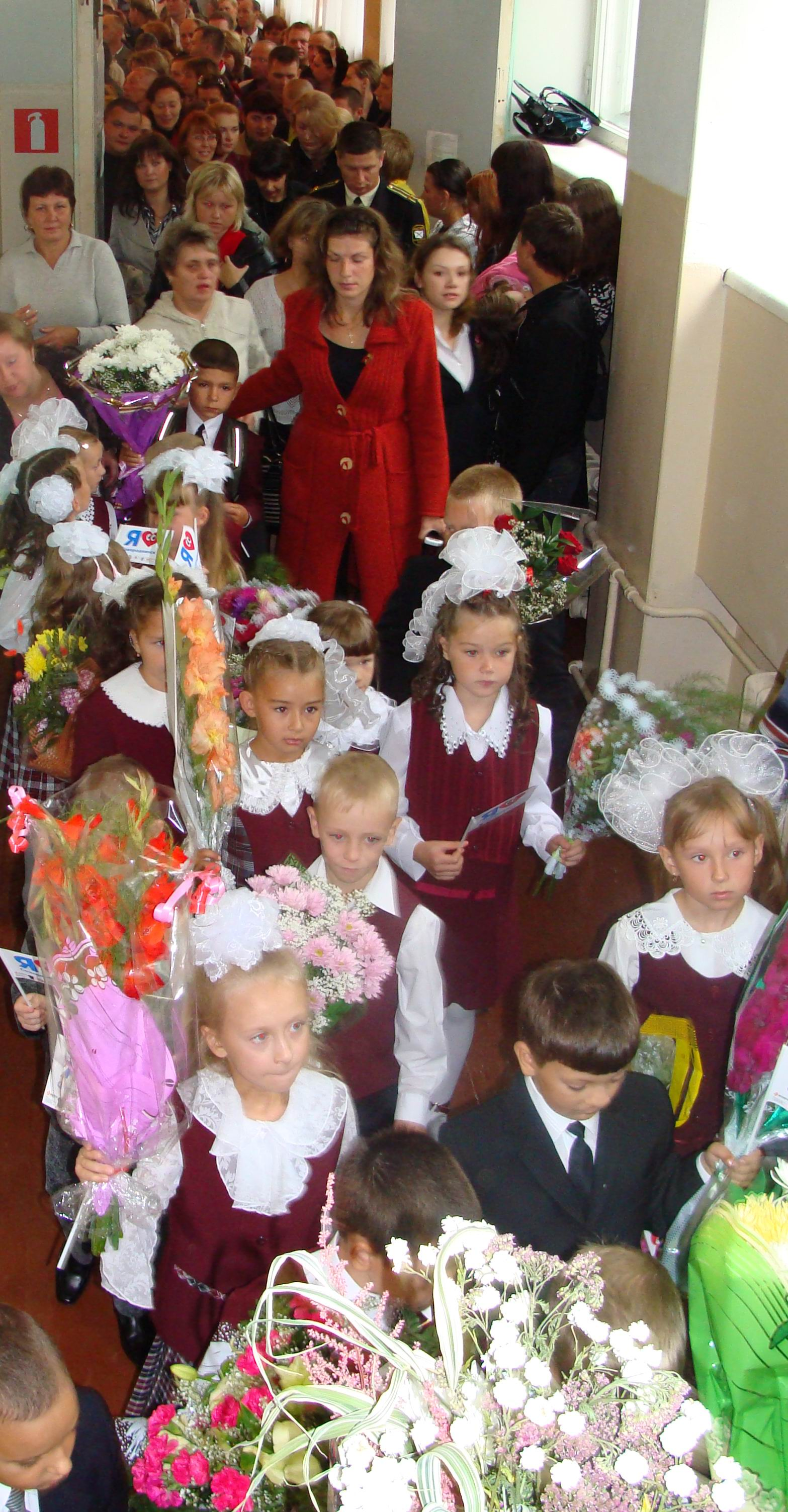

Ngày Tri thức (tiếng Nga: День знаний) được kỉ niệm vào ngày 1 tháng 9 hàng năm là ngày lễ quốc gia của Liên Xô và Liên bang Nga từ năm 1984, dựa vào Sắc lệnh của Đoàn Chủ tịch Xô viết Tối cao Liên Xô từ ngày 1 tháng 10 năm 1980 Số 3018-X «Về những ngày lễ và kỉ niệm» (tiếng Nga: «О праздничных и памятных днях»), Sắc lệnh Đoàn Chủ tịch Xô Viết Tối cao Liên Xô sửa đổi từ ngày 1 tháng 1 năm 1988 Số 9724-XI «Về việc đưa vào luật pháp Liên Xô những sửa đổi về các ngày lễ và kỉ niệm» (tiếng Nga: «О внесении изменений в законодательство СССР о праздничных и памятных днях»).
Riêng với những học sinh lớp một, đây là ngày lễ của "Tiếng chuông Đầu tiên" (tiếng Nga: Праздник Первого звонка), còn nếu xét chung thì đây là ngày bắt đầu năm học mới, trước hết là dành cho học sinh, học viên, sinh viên, thầy cô giáo, và các giảng viên.
Vào ngày này, các học sinh và phụ huynh các em tặng hoa cho các thầy cô giáo, chúc mừng ngày khai giảng. Các quan chức đứng đầu nhà nước, quan chức chính quyền thành phố, quan chức vùng đến thăm và chúc mừng các trường học.

## Lịch sử
Sau khi được công nhận là ngày lễ quốc gia, ngày 1 tháng 9 lúc đầu là một ngày học. Vào ngày này, ở các trường học diễn ra những nghi thức trọng thể, sau đó sẽ diễn ra bài học đầu tiên - "Bài học Hòa bình" (tiếng Nga: Урок Мира), tiếp theo là các bài học khác.

## Thành ngữ được sử dụng cho Ngày Tri thức
- Lần đầu tiên vào lớp đầu tiên (tiếng Nga: Первый раз в первый класс).
- Tất cả bắt đầu từ tiếng chuông trường (tiếng Nga: Всё начинается со школьного звонка).
- Tri thức là sức mạnh (tiếng Nga: «Знание — сила», tiếng Anh: "Knowledge itself is power" («знание само по себе сила») — Francis Bacon)

## Bài hát mừng Ngày Tri thức
- Ở trường cô dạy em thế